# 다리우스 콘쥐
다리우쉬 혼지(Darius Khondji, 1956년 10월 21일 -)는 영화 촬영 감독이다. 뛰어난 색감과 명암 대비를 이용한 질감을 살려내는 촬영으로 세계적인 명성을 얻고 있다. 이란에서 태어나 프랑스에서 자랐으며, NYU에서 촬영과 영화를 공부한 경력의 소유자이다.

## 내력
그가 처음으로 촬영감독으로 데뷔한 것은 1989년 《Embrasse-moi》라는 작품이다. 1994년 베네치아 국제 영화제 황금사자상을 수상한 밀초 만체프스키 감독의 《비포 더 레인》의 촬영도 그의 솜씨이다. 콘쥐는 장피에르 죄네 및 마크 카로와의 공동작업으로 유명한데, 《델리카트슨 사람들》과 《잃어버린 아이들의 도시》로 세자르 영화제 촬영상 부문에 노미네이트되기도 했다. 《잃어버린 아이들의 도시》는 죄네와 카로, 콘쥐를 할리우드에 알리는 결정적인 계기가 된 작품이었다.
이 영화가 공개된 1995년 할리우드로 건너간 그는 데이비드 핀처의 《세븐》을 촬영해 그의 스타일이 할리우드에서도 여전히 유효함을 입증했다. 그리고 1996년 알란 파커의 《에비타》로 오스카에 노미네이트되었으며 같은 해 베르나르도 베르톨루치의 《스틸링 뷰티 (Stealing Beauty)》의 촬영을 맡으면서 유럽과 미국을 넘나드는 넓은 행동반경(?)을 과시했다.
1997년 공개된 《에이리언4》는 '홀로' 할리우드로 건너온 장피에르 죄네와의 공동작업이었는데, 이는 그와의 세 번째 작업인 셈이다. 닐 조던 감독의 《인 드림스》의 경우, 이 작품은 "닐 조단의 영화가 아닌 다리우스 콘쥐의 영화다"라는 반응을 불러일으킬 만큼 그의 개성과 완숙한 촬영의 비중이 크게 느껴지는 작품이기도 하다.

## 촬영 영화
- 2017년 《옥자》
- 2014년 《매직 인 더 문라이트》
- 2004년 《윔블던 (Wimbledon)》
- 2003년 《애니씽 엘스 (Anything Else)》
- 2002년 《패닉 룸 (Panic Room)》
- 2000년 《비치 (The Beach)》
- 1999년 《나인스 게이트 (The Ninth Gate)》
- 1999년 《인 드림스 (In Dreams)》
- 1997년 《에이리언 4 (Alien: Resurrection)》
- 1996년 《데미지 2 (스틸링 뷰티, Stealing Beauty)》
- 1996년 《에비타 (Evita)》
- 1995년 《잃어버린 아이들의 도시 (The City Of Lost Children)》
- 1995년 《세븐 (Seven)》
- 1994년 《비포 더 레인 (Before The Rain)》
- 1992년 《프라하 (Prague)》
- 1991년 《델리카트슨 사람들 (Delicatessen)》